# Chiropterotriton terrestris
Chiropterotriton terrestris е вид земноводно от семейство Безбелодробни саламандри (Plethodontidae). Видът е критично застрашен от изчезване.

## Разпространение
Разпространен е в Мексико.